# Ponte Milvio
Ponte Milvio (o ponte Molle o ponte Mollo) è un ponte di Roma sul fiume Tevere in asse con il primo tratto urbano di via Flaminia; esso collega piazzale Cardinal Consalvi, diviso tra il quartiere Flaminio e il quartiere Parioli, a piazzale di Ponte Milvio, diviso tra il quartiere Della Vittoria e il quartiere Tor di Quinto.
Fu edificato in un punto dove il Tevere penetrava da nord nella città antica di Roma e, fino all'inizio del XX secolo, si trovava in una zona non urbanizzata, mentre oggi è largamente circondato da abitazioni civili e altri manufatti, oltre che da una fitta rete di opere stradali.
Essendo prosecuzione assiale della via Flaminia dalla parte opposta del Tevere, Ponte Milvio era un passaggio obbligato per chiunque lasciasse Roma per dirigersi a nord, sia verso l'Adriatico (Flaminia) che verso la Toscana (proseguendo lungo la Cassia). Inoltre, dalla via Flaminia, si diramavano anche due direttrici minori, la Clodia e la Veientana, che collegavano i possedimenti romani nell'alto-medio Lazio con Roma.
Il ponte assunse la denominazione popolare di Ponte mollo perché durante le piene del Tevere è il primo a essere sommerso (colloquialmente, a Roma: finire a mollo).

## Storia
La prima menzione del ponte risale al 207 a.C., in relazione al ritorno dalla battaglia del Metauro nel corso della seconda guerra punica. Il ponte doveva essere a quest'epoca ancora in legno e la sua costruzione deve essere attribuita ad un Molvius (appartenente alla gens Molvia, attestata dalle fonti). Nel 110-109 a.C. il censore Marco Emilio Scauro ricostruì il ponte in muratura.
Fu luogo di importanti avvenimenti storici: vi ebbe luogo l'arresto di Tito Volturcio, da cui Cicerone intercettò le lettere che gli consentirono il giorno dopo di denunciare la congiura di Catilina in Senato. Quattrocento anni dopo, nel 312, nelle campagne gravitanti verso il ponte, ebbe luogo la battaglia tra Costantino I e Massenzio nota come battaglia di Ponte Milvio.
Una leggenda riporta che Costantino vide una croce recante la scritta: In hoc signo vinces che lo incoraggiò alla battaglia e alla seguente adozione del cristianesimo come la sua religione.   Secondo un'altra leggenda, quella croce comparve invece sopra al Monte Musinè in Valle di Susa, sempre nel 312 e sempre in occasione dello scontro tra Costantino e Massenzio, che però avvenne in occasione della Battaglia di Torino. 
Del ponte romano restano le tre arcate centrali. Il ponte era stato danneggiato dalle vicende belliche medioevali (vi era stata, inoltre, costruita sull'imboccatura settentrionale una fortificazione di forma triangolare nota come Tripizzone sulla base di una torre difensiva del III secolo), quando era conosciuto come ponte Mollo. Nel 1429 si ebbero i primi restauri sotto papa Martino V e i lavori furono affidati a Francesco di Gennazzano. Nel 1458 furono eliminate delle parti in legno e fu demolita la fortificazione medioevale.

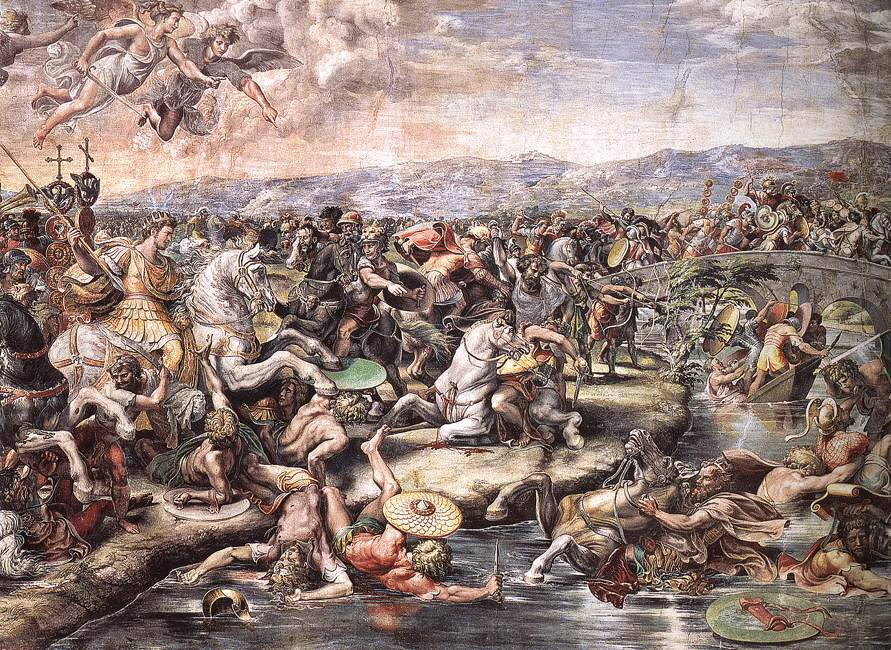
Scuola di Raffaello Sanzio, Battaglia di Ponte Milvio, Stanze Vaticane

All'imbocco sud vi fu collocato nel Seicento il gruppo raffigurante il battesimo di Gesù, dello scultore barocco Francesco Mochi, oggi sostituito da una copia e trasferito nell'atrio del Museo di Roma a palazzo Braschi.
Nel 1805, sotto Pio VII, altri lavori di restauro furono affidati a Giuseppe Valadier: questi ricostruì le arcate alle estremità, che erano state sostituite da ponti levatoi in legno, ed edificò all'imbocco settentrionale una torre in stile neoclassico. 

Ponte Milvio in una foto del 1933 attraversato dal tram

Il ponte fu fatto saltare da Garibaldi nel 1849 per ostacolare l'avanzata delle truppe francesi e fu restaurato sotto Pio IX nel 1850. In questa occasione vi fu aggiunta una statua dell'Immacolata, opera dello scultore Domenico Pigiani, mentre già ne esisteva una di Giovanni Nepomuceno.

## Cultura di massa
Dal 1951, con l'inaugurazione del vicino ponte Flaminio, il traffico veicolare su ponte Milvio fu drasticamente ridotto, per poi essere completamente soppresso nel 1978.
Ciò ha reso l'area luogo di intrattenimento serale dei giovani, con conseguente impatto sulla vita del quartiere.

### Installazioni

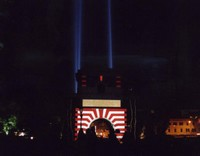
Installazione di Fabrizio Crisafulli sul ponte Milvio (Notte bianca 2003).

Tra il 27 e 28 settembre 2003, in occasione della prima notte bianca a Roma, la torretta del Valadier che apre ponte Milvio fu base di un'installazione di luce di Fabrizio Crisafulli. Quella notte si verificò un black out che tagliò l'energia elettrica a tutta l'Italia fino al mattino seguente ma la performance su ponte Milvio non fu interrotta per via della presenza di un generatore indipendente.

### I lucchetti dell'amore
Per diverso tempo c'è stata la consuetudine per i giovani innamorati di mettere un lucchetto sul lampione centrale del ponte, poi estesa anche agli altri, e gettare le chiavi nel Tevere, consuetudine derivata dal film Ho voglia di te, dove i protagonisti apponevano un lucchetto come segno della loro unione e del loro amore. A tutt'oggi, i giovani innamorati lasciano un segno del loro passaggio.
Nel luglio 2007, a seguito della rottura dei lampioni a causa dell'eccessivo peso dato dall'enorme quantità di lucchetti, il Comune di Roma ha installato in prossimità di ogni lampione dei pilastri sui quali sono state agganciate delle apposite catene alle quali applicare i lucchetti. I lucchetti sono stati definitivamente rimossi dal ponte nel settembre 2012.

## Trasporti

### Autobus
Il ponte è a breve distanza da piazza Mancini, capolinea del tram 2 proveniente da piazzale Flaminio e di numerosi autobus (linee C3 limitata, 53 da piazza San Silvestro, 200, 201, 226, 280 dalla stazione Ostiense, 446, 910 dalla stazione Termini, 911, n200).

### Ferrovia Roma Nord
|  | È raggiungibile dalla stazione Piazza Euclide. |